# Neuhirschstein
Neuhirschstein ist ein Ortsteil der Gemeinde Hirschstein im sächsischen Landkreis Meißen. Er wurde am 1. November 1935 nach Bahra eingemeindet. Als Ortsteil von Bahra kam Neuhirschstein am 1. März 1994 zur historischen Gemeinde Hirschstein, welche am 1. April 1996 in die Gemeinde Mehltheuer eingegliedert wurde. Diese wiederum nannte sich am 1. Oktober 1996 in Hirschstein um. In Neuhirschstein befindet sich das Schloss Hirschstein, das der Gemeinde ihren Namen gab.

## Geographie

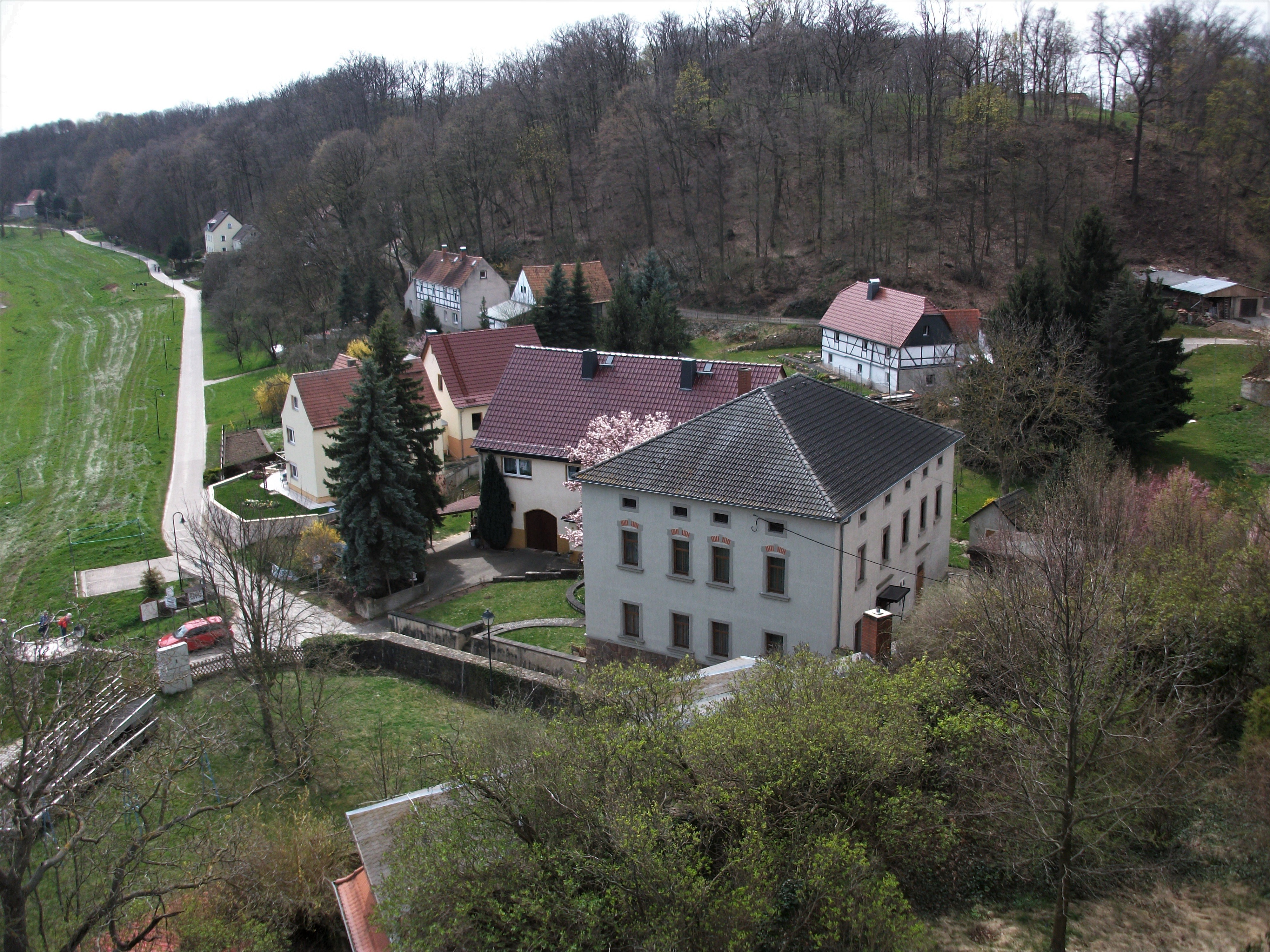
Blick auf Neuhirschstein

### Geographische Lage und Verkehr
Neuhirschstein liegt direkt am linken Ufer der Elbe im östlichen Teil der Gemeinde Hirschstein, unterhalb des Schlosses Hirschstein. Das Dorf wird durch die Busverbindung Riesa–Hirschstein–Meißen bedient. Der Elberadweg führt durch den Ort. Neuhirschstein verfügt über eine Bootsanlegestelle an der Elbe.

### Nachbarorte
|                                  | Althirschstein (zu Hirschstein)             | Merschwitz (zu Nünchritz)       |
| Bahra (zu Hirschstein)           | Kompassrose, die auf Nachbargemeinden zeigt |                                 |
| Oberlommatzsch (zu Diera-Zehren) | Niederlommatzsch (zu Diera-Zehren)          | Diesbar-Seußlitz (zu Nünchritz) |

## Geschichte

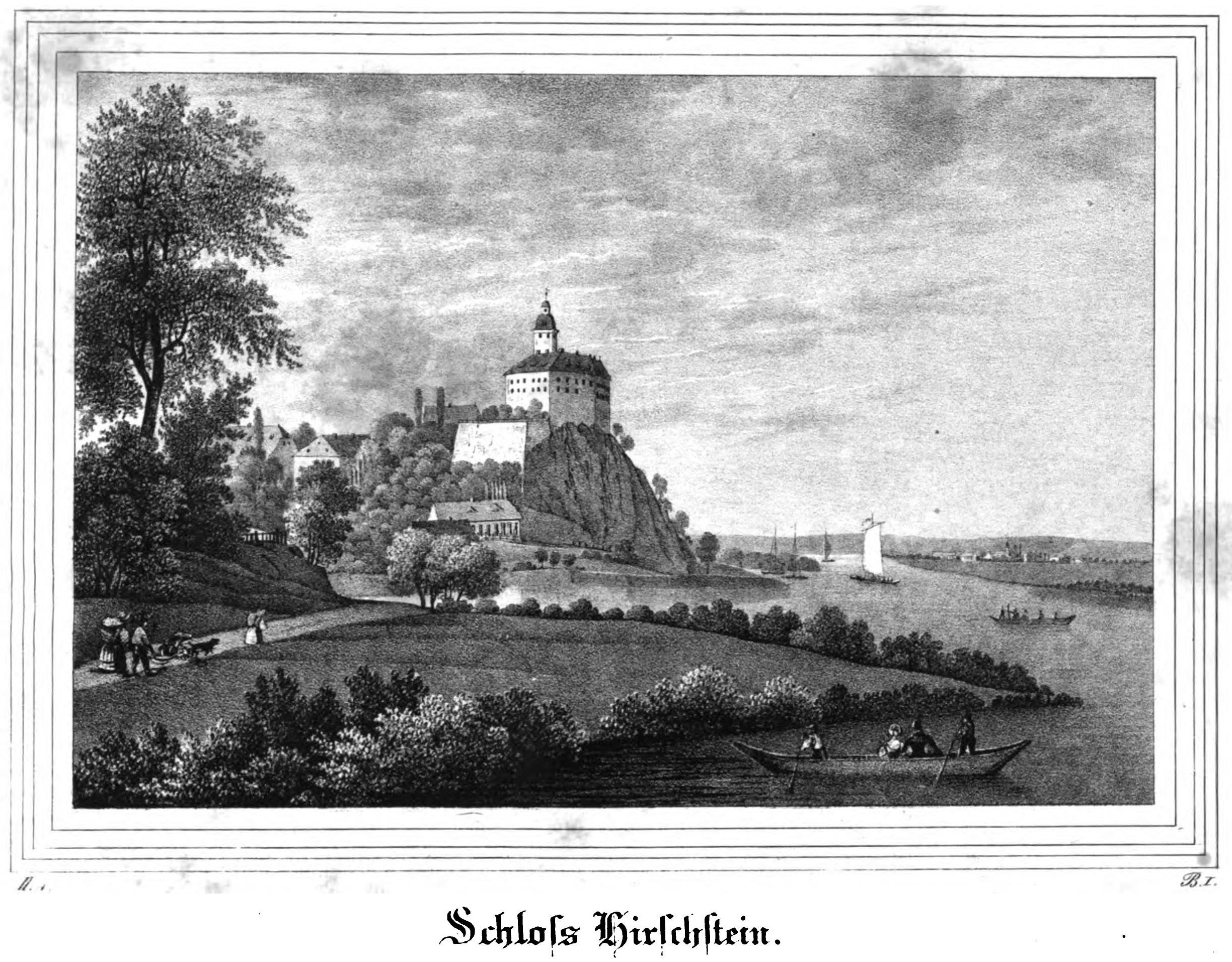
Schloss Hirschstein, Lithographie, um 1836

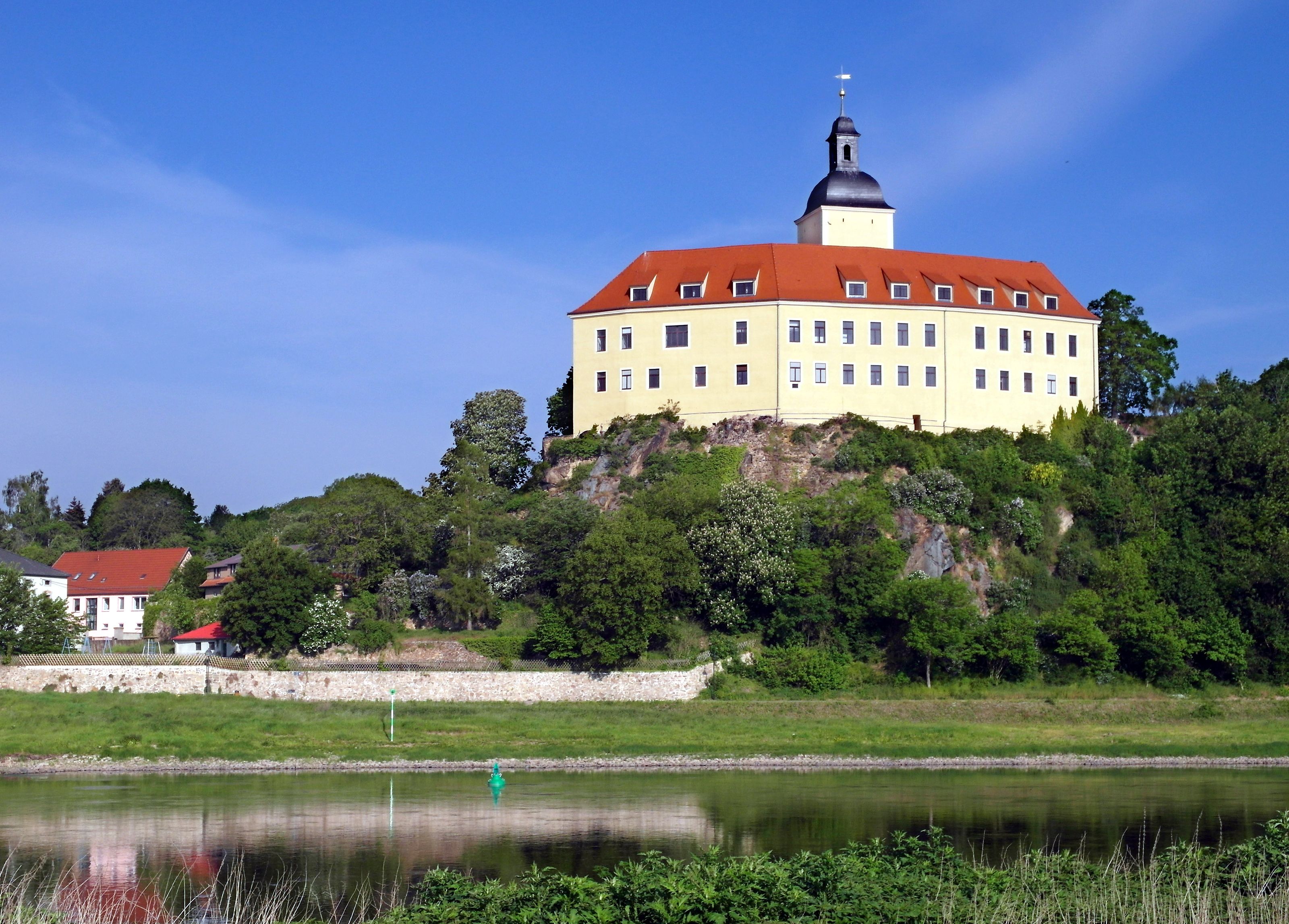
Schloss Hirschstein

Durch die geographische Lage am Merschwitzer Elbübergang befinden sich auf dem Territorium des heutigen Ortsteils Neuhirschstein die Überreste dreier historischer Wehranlagen aus dem Mittelalter, aus denen später das Schloss Hirschstein hervorgegangen ist. Die älteste liegt an der Gemarkungsgrenze zwischen Alt- und Neuhirschstein und stammt noch aus slawischer Zeit. Nach der Inbesitznahme der Region durch deutsche Siedler wurde ein weiterer Ringwall auf einer Felsklippe über dem Elbufer angelegt. Eine dritte Befestigung entstand ebenfalls auf einem Felssporn und war Ursprung des heutigen Schlosses Hirschstein. 1205 ist diese Burg erstmals urkundlich erwähnt. Ursprünglich diente sie als Grenzbefestigung nach Norden und zur Absicherung der deutschen Herrschaft gegenüber der slawischen Bevölkerung, entwickelte sich später jedoch zum Mittelpunkt einer Rittergutsherrschaft und wurde so zum Wohnschloss umgebaut. 1291 starb hier Friedrich Tuta, Markgraf von Meißen, nach einer Jagd, der Legende nach dem Genuss von vergifteten Kirschen.
Um das Schloss entstand eine kleine Tagelöhner- und Gutsarbeitersiedlung, die im Jahr 1551 erstmals als Nau Hirstein urkundlich erwähnt ist. Hier befand sich auch das Lehnsgut, dem die umliegenden Dörfer Neuhirschstein, Althirschstein, Bahra, Böhla, Kobeln, Leckwitz, Weißig (anteilig) und Windorf zugeordnet waren und Abgaben und Frondienste leisten mussten. Ebenso wie das benachbarte Althirschstein gehörte auch Neuhirschstein bis ins 19. Jahrhundert zum kursächsischen bzw. königlich-sächsischen Erbamt Meißen. Bei den im 19. Jahrhundert im Königreich Sachsen durchgeführten Verwaltungsreformen wurden die Ämter aufgelöst. Dadurch kam Neuhirschstein im Jahr 1856 unter die Verwaltung des Gerichtsamts Meißen und 1875 an die neu gegründete Amtshauptmannschaft Meißen. Kirchlich gehören Alt- und Neuhirschstein zur Boritzer Kirche (ab 1930 Kirchgemeinde Boritz-Leutewitz).
Am 1. November 1935 wurde Neuhirschstein nach Bahra eingemeindet. Vom 7. Oktober 1943 bis 4. März 1944 vor dem Ende des Zweiten Weltkrieges existierte im Ort das Außenlager Meißen-Neuhirschstein des KZ Flossenbürg, dessen 350 Häftlinge Zwangsarbeit für die SS am Schloss Neuhirschstein verrichten mussten. Das KZ-Außenlager hatte den Tarnnamen Haus Elbe.
Im Zuge der Gebietsreform 1952 wurde die Gemeinde Bahra mit Böhla und Neuhirschstein dem Kreis Riesa im Bezirk Dresden zugeordnet, welcher ab 1990 als sächsischer Landkreis Riesa fortgeführt wurde und 1994 im neu gebildeten Landkreis Riesa-Großenhain aufging.
Am 1. März 1994 schlossen sich die Gemeinden Bahra und Boritz mit ihren Ortsteilen zur Gemeinde Hirschstein zusammen. Seit der Eingemeindung von Hirschstein nach Mehltheuer am 1. April 1996 und der Umbenennung der Großgemeinde zum 1. Oktober 1996 gehört Neuhirschstein als Ortsteil wiederum zu Hirschstein. Seit der zweiten Kreisreform in Sachsen 2008 gehört die Landgemeinde Hirschstein mit ihren Ortsteilen, darunter auch Neuhirschstein, zum Landkreis Meißen.

### Bevölkerungsentwicklung
| Jahr | Einwohner                                   |
| ---- | ------------------------------------------- |
| 1551 | 13 Gärtner, 6 Inwohner (mit Althirschstein) |
| 1764 | 4 besessene Mann, 9 Gärtner, 9 Häusler      |
| 1834 | 173 (ohne Rittergut)                        |
| 1871 | 249                                         |
| 1890 | 265                                         |
| 1910 | 204                                         |
| 1925 | 252                                         |

## Sehenswürdigkeiten
- Schloss Hirschstein

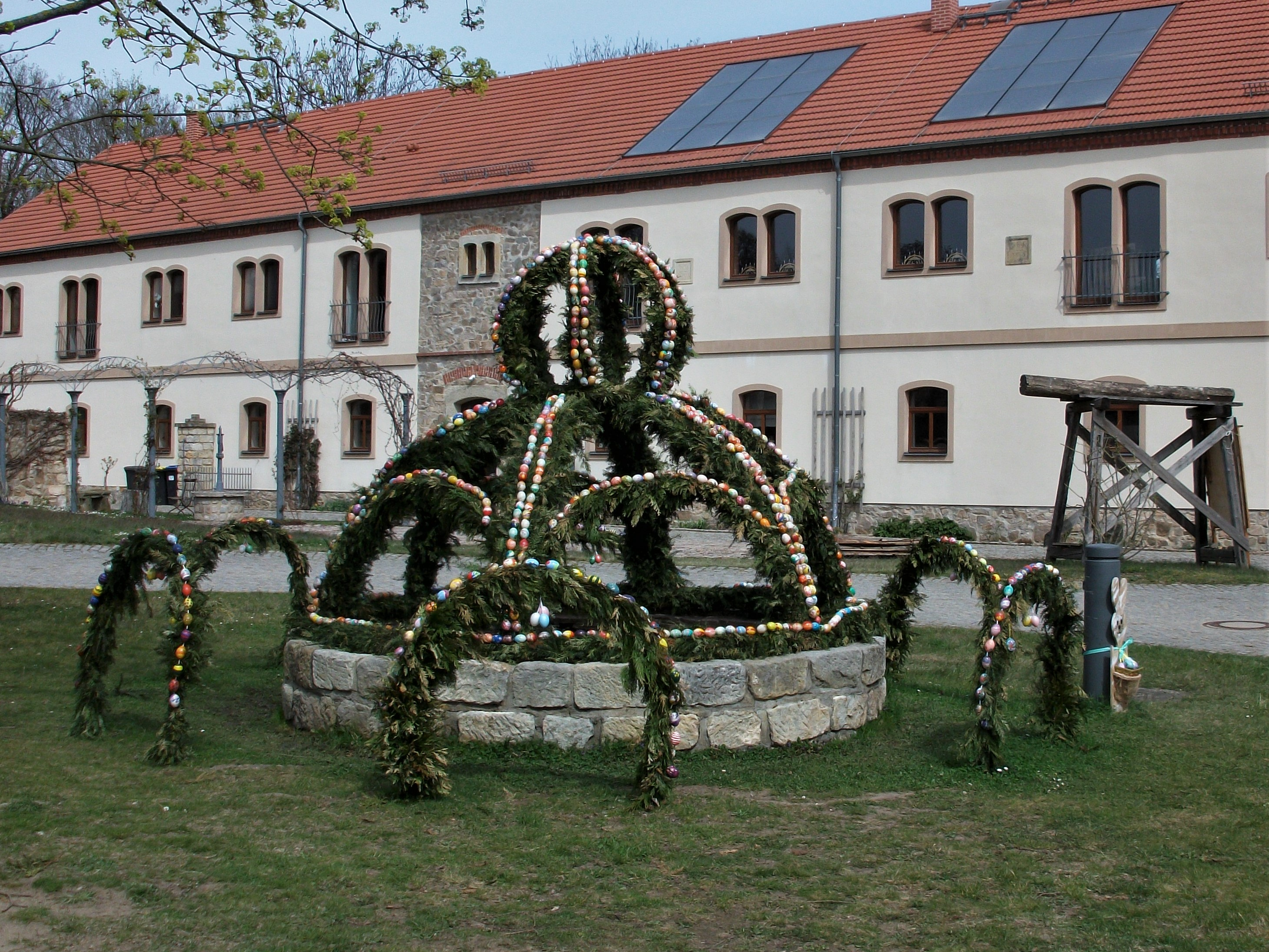
Osterbrunnen Neuhirschstein (Schlossvorplatz)

- Die beiden Osterbrunnen auf Schloss Hirschstein und im Zentrum von Neuhirschstein sind zwei von elf Osterbrunnen der Hirschsteiner Region.[6]